# Osvětimany
Osvětimany (en allemand : Oswietiman) est un bourg (městys) du district d'Uherské Hradiště, dans la région de Zlín, en Tchéquie. Sa population s'élevait à 882 habitants en 2020.

## Géographie
Osvětimany se trouve à 18 km à l'ouest d'Uherské Hradiště, à 36 km au sud-ouest de Zlín, à 50 km à l'est-sud-est de Brno et à 233 km au sud-est de Prague.
La commune est limitée par Koryčany et Stupava au nord, par Buchlovice et Medlovice à l'est, par Hostějov, Žeravice et Ježov au sud, et par Skalka, Labuty, Vřesovice et Moravany à l'ouest.

## Histoire
La première mention écrite du village date de 1350.

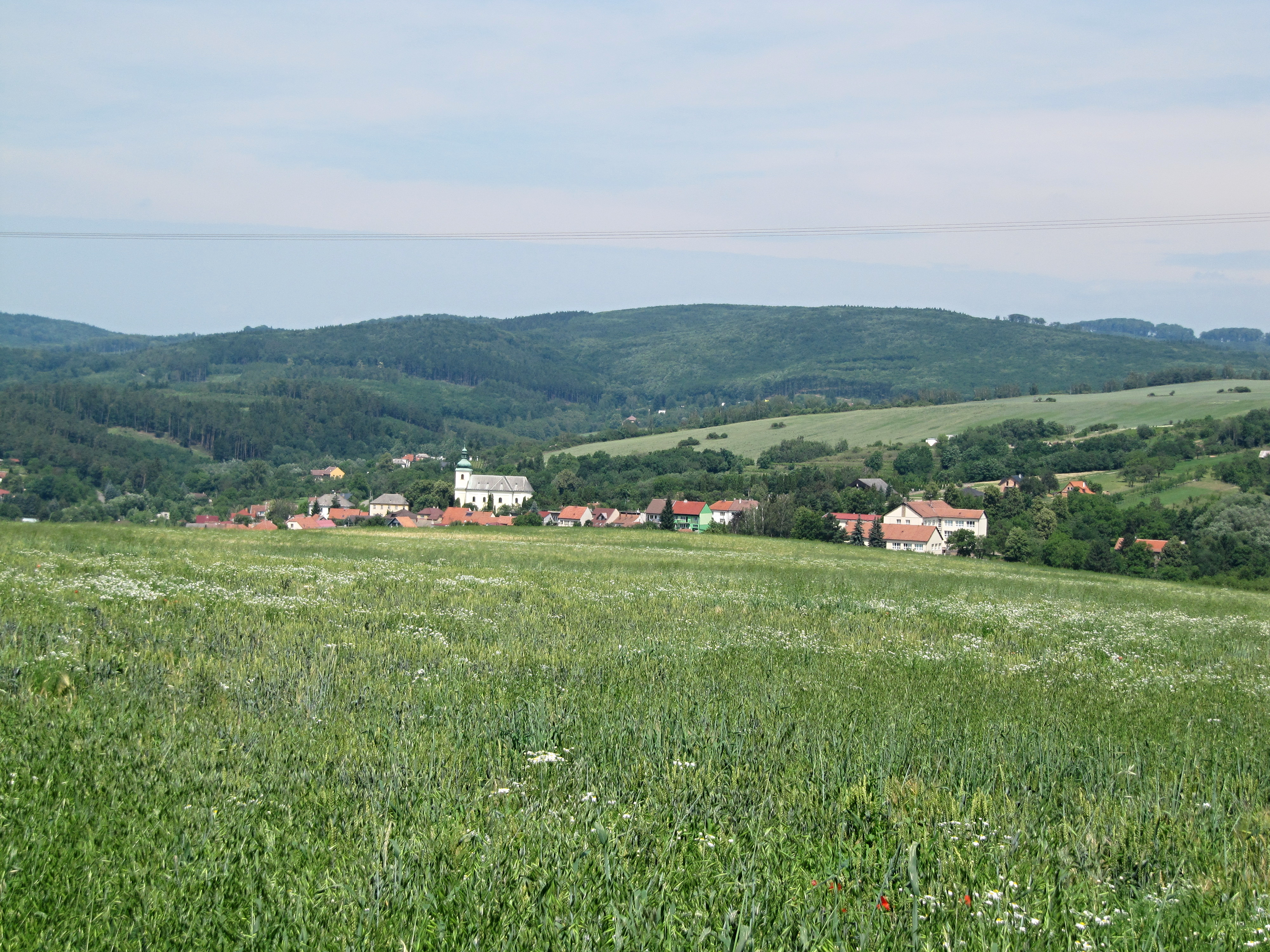
Vue générale d'Osvětimany.
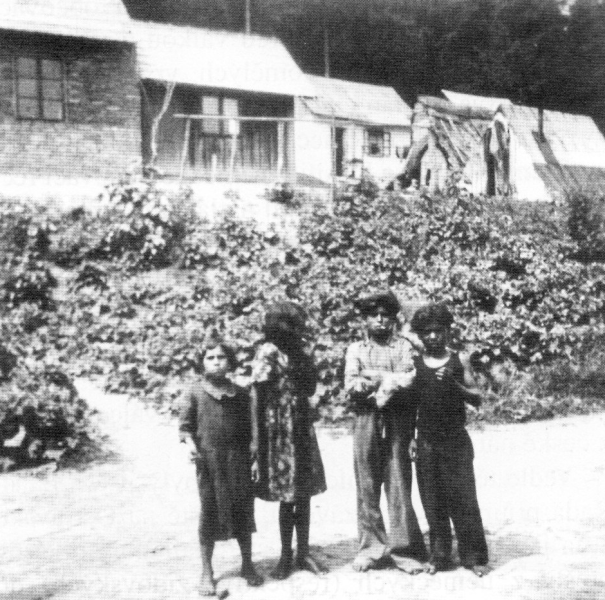
Roms à Osvětimany dans les années 1930.

## Personnalités
- Oldřich Pechal (1913–1942)
- Ladislav Bilík (1918–1949)

## Sources
- (cs) Cet article est partiellement ou en totalité issu de l’article de Wikipédia en tchèque intitulé « Osvětimany » (voir la liste des auteurs).